# Zapallar
Zapallar est une commune du Chili de la province de Petorca, elle-même située dans la région de Valparaiso.

## Géographie

### Situation
Zapallar est une station balnéaire située au bord de l'océan Pacifique disposant d'une belle plage de sable fin de 3 km de long située au fond d'une baie en forme de fer à cheval et adossée à des collines relativement abruptes. La commune se trouve à 169 km de la capitale Santiago, 80 km de Valparaiso et 71 km de Vina del Mar. Elle est encadrée par deux autres stations balnéaires Cachagua (située sur la même commune) et Papudo.

### Démographie
En 2016, la population de Zapallar s'élevait à 6 223 habitants. La superficie de la commune est de 288 km2 (densité de 22 hab./km2).

## Histoire
Les premières habitations sont construites à la fin du XIXe siècle à l'initiative du riche propriétaire de l'Hacienda « Catapilco », Olegario Ovalle Vicuña qui ayant acquis de grandes surfaces de terrain choisit de céder des parcelles à ses amis à condition que ceux-ci y construisent une maison sous deux ans.
Zapallar devient une commune indépendante en 1916.
Zapallar est fréquentée aujourd'hui par l'élite chilienne qui y a construit de grandes maisons agrémentées de jardins profitant du climat méditerranéen.

Position de Zapallar (en rouge) au sein de la Région de Valparaiso.